# Lisa Fischer (Radsportlerin)
Lisa Fischer (* 21. November 1993 in Schweinfurt) ist eine ehemalige deutsche Radrennfahrerin.

## Sportliche Laufbahn
Im Jahre 2008 errang Lisa Fischer als Jugendliche ihre ersten beiden deutschen Meistertitel, in der Einerverfolgung auf der Bahn und im Einzelzeitfahren auf der Straße. Als Juniorin wurde sie dreimal deutsche Meisterin, 2010 in der Verfolgung und 2010 sowie 2011 im Punktefahren.
Ab 2012 startete Fischer in der Elite-Klasse. 2013 wurde sie deutsche Meisterin im Punktefahren.

## Erfolge
2008
- Deutsche Jugend-Meisterin – Einzelzeitfahren
- Deutsche Jugend-Meisterin – Einerverfolgung

2010
- Deutsche Junioren-Meisterin – Punktefahren, Einerverfolgung

2011
- Deutsche Junioren-Meisterin – Punktefahren

2013
- Deutsche Meisterin – Punktefahren